# ハン・ヘジン
ハン・ヘジン（한혜진、1981年10月27日 - ）は、韓国・全羅南道出身の女優。身長164cm、体重46kg、血液型A型。

## 人物
- 趣味は、インターネットとピアノ、音楽鑑賞。
- クリスチャンであり、2007年から日本などで行われているキリスト教の伝道集会のLOVE SONATAに度々出演している。
- Brown Eyed Soul（英語版）のメンバーナオルと2003年から交際を始めたが2012年に破局[2]。翌2013年7月、サッカー選手の奇誠庸と結婚した[2]。
- 俳優のキム・ガンウ（朝鮮語版）は長姉の夫[3]。

## プロフィール
高校時代在学中、演技アカデミーで演技と映画武術を学び、数々のオーディションに応募。ソウル芸術大学映画科2年生の時、休学して数本の演劇を経験。
同大学在学中の2002年に、日韓合作ドラマ『フレンズ』のオーディションで合格、女優デビューを果たす。同年、『ロマンス』、『アイラブ・ヒョンジョン』では主人公の友人役で助演し、2003年『1%の奇跡』で主演4人の1人を演じる。翌2004年に「人間市場」に出演し、同年、朝のTV小説『あなたは星』（君は星）で初の主演抜擢され、朝のドラマとしては異例の20%を超える視聴率を獲得し、この年のKBS演技大賞新人賞に輝いた。同年、大河ドラマ『英雄時代』にも出演し、チャ・インピョ扮する主人公の妹役を演じた。
2005年には舞台にも活動の場を広げ、『神のアグネス』のアグネス役で舞台に立った。同年、ドラマ『がんばれ!クムスン』に主演し、MBC演技大賞女優最優秀賞を受賞。2006年には『朱蒙』でヒロインに抜擢され、2年連続でMBC演技大賞最優秀賞を獲得した。2010年には『済衆院』でSBS演技大賞プロデューサー賞を受賞。他には、映画『アー・ユー・レディ?』（2002年）『達磨よ、ソウルへ行こう!』（2004年）などの出演作がある。
なお、化粧品や婦人服ブランドやCMモデルとしても活躍。ファッション界からも注目される存在で、2007年の「ベスト・ジュエリーレディー賞」を受賞している。
2013年7月、サッカー選手の奇誠庸と挙式。

## 出演作品

### テレビドラマ
- I Love ヒョンジョン（2002年、MBC） - ファン・ジュヨン役
- フレンズ（2002年、TBS・MBC） - ユン・ジス役
- 1%の奇跡（2003年、MBC） - ユ・ヒョンジン役
- あなたは星（君は星）（2004年-2005年、KBS） - ハ・インギョン役
- 英雄時代（2004年-2005年、MBC） - チョン・テヒ役
- がんばれ!クムスン（2005年、MBC） - ナ・クムスン役
- 朱蒙（2006年-2007年、MBC） - ソソノ役
- テロワール（2008年-2009年、SBS） - イ・ウジュ役
- 済衆院＜チェジュンウォン＞（2010年、SBS） - ユ・ソンナン役
- いばらの鳥（2011年、KBS） - ソ・ジョンウン役
- シンドローム（2012年、JTBC） - イ・ヘジョ役
- 温かい一言（2013年-2014年、SBS） - ナ・ウンジン役
- ドクターズ〜恋する気持ち〜（2016年、SBS） - チョ・スジ役
- 私の愛、あなたの秘密（2018年、MBC） - ナム・ヒョンジュ役
- 外出（2020年、tvN） - ハン・ジョンウン役
- 離婚弁護士シン・ソンハン（2023年、JTBC） - イ・ソジン役[4]

### 映画
- アー・ユー・レディ?（朝鮮語版）（2002年）
- 達磨よ、ソウルへ行こう!（2004年）
- 容赦はしない（容赦はない）（2009年）
- 26年（2012年）
- 傷だらけのふたり（2014年）

## 受賞歴
- 2004年 KBS演技大賞 新人女優賞『あなたは星（君は星）』
- 2005年 MBC演技大賞 女優最優秀賞『がんばれ!クムスン』
- 2006年 MBC演技大賞 女優最優秀賞『朱蒙』
- 2010年 SBS演技大賞 プロデューサー賞 『済衆院＜チェジュンウォン＞』

## 来日時のテレビ出演
- 森田一義アワー 笑っていいとも!（フジテレビ） - 2007年9月3日